# St. Katharina (Sandweier)

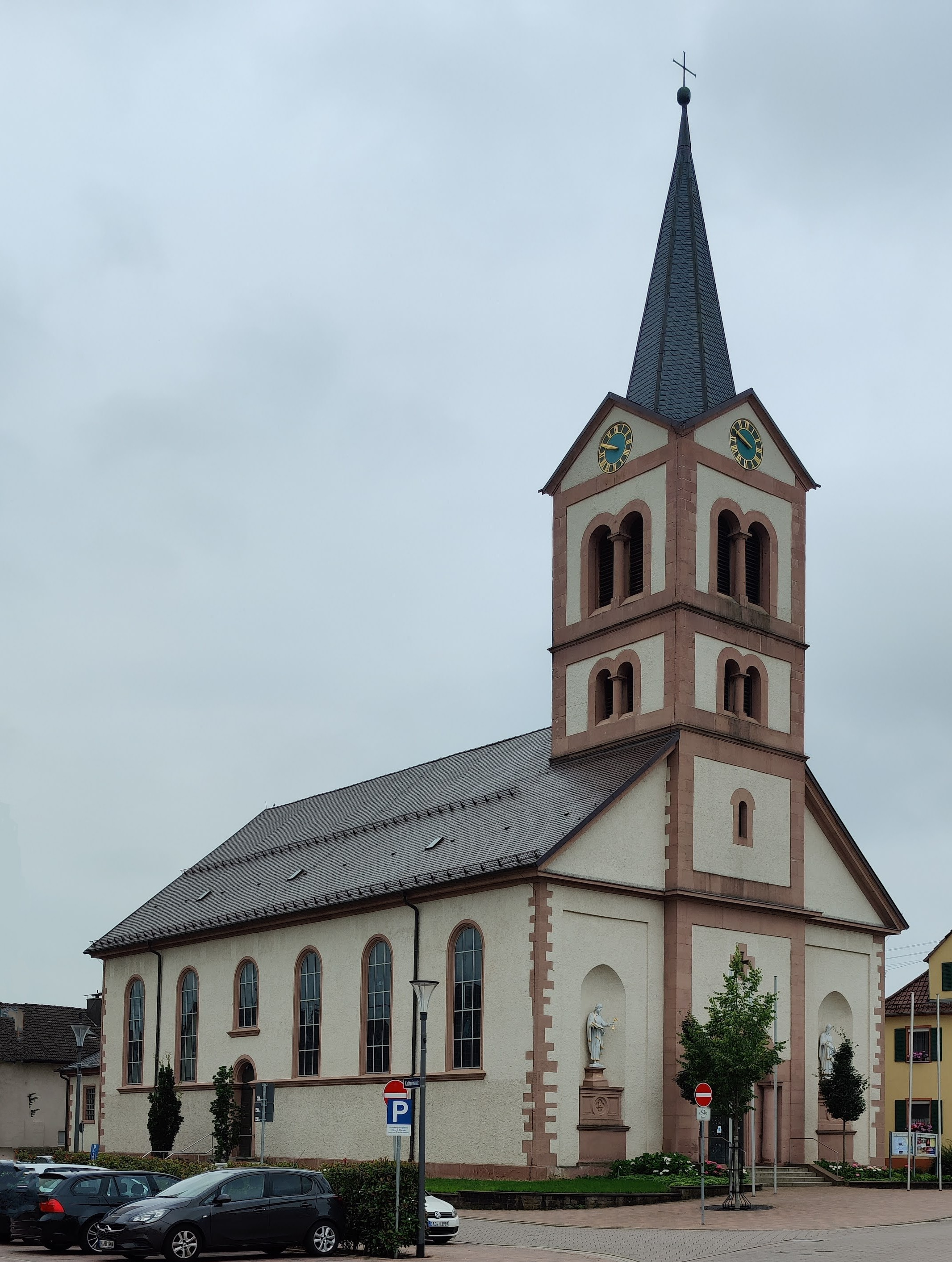
St. Katharina in Sandweier

Die römisch-katholische Pfarrkirche St. Katharina steht in Sandweier, einem Stadtteil von Baden-Baden in Baden-Württemberg. Das Bauwerk ist beim Landesamt für Denkmalpflege Baden-Württemberg als Baudenkmal eingetragen. Die Kirchengemeinde gehört zum Dekanat Baden-Baden im Erzbistum Freiburg.

## Beschreibung

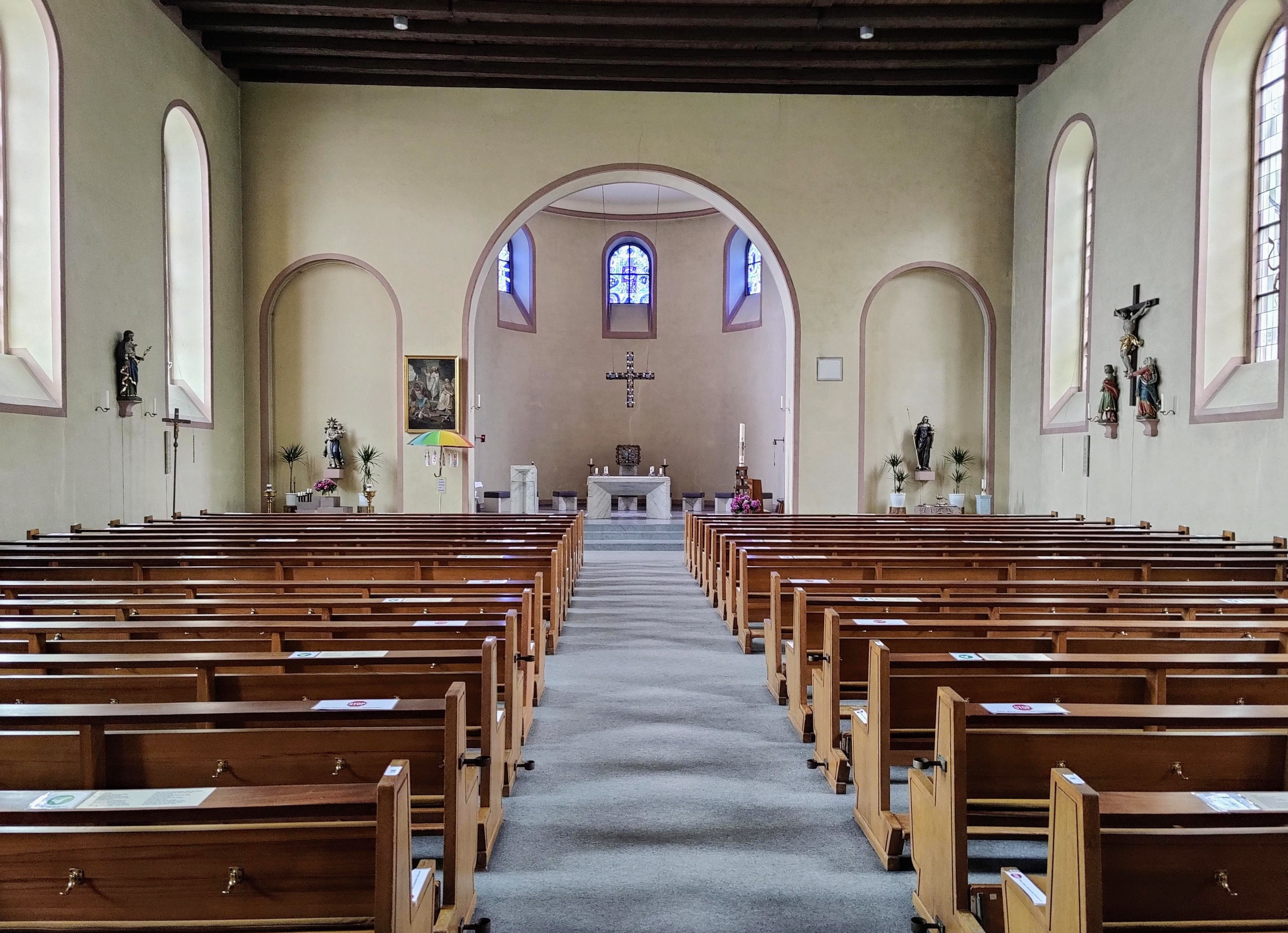
Innenraum

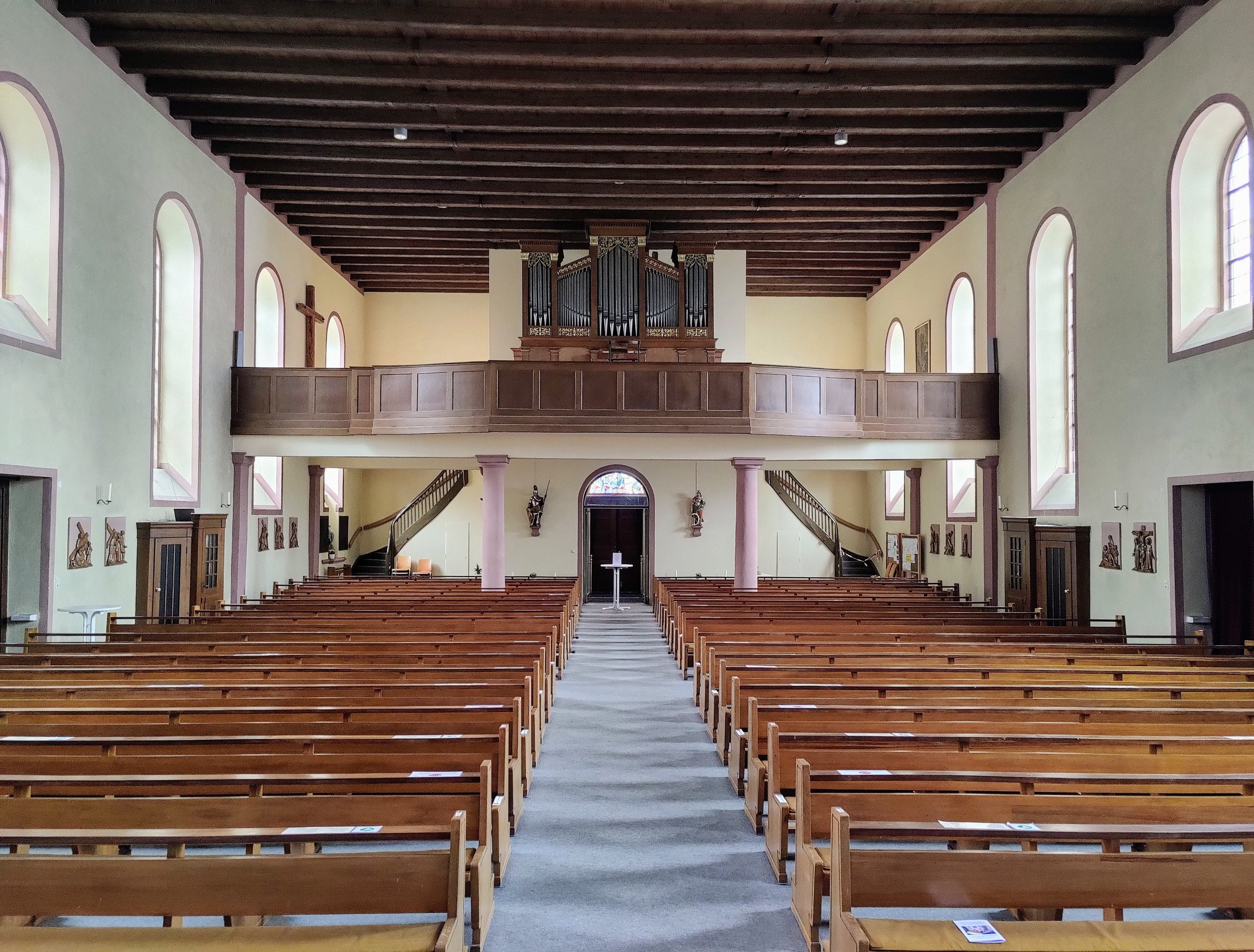
Blick zur Orgel

Die 1835–1837 nach Plänen von Johann Ludwig Weinbrenner im Rundbogenstil erbaute Saalkirche besteht aus einem Langhaus, einem eingezogenen, halbrund geschlossenen Chor im Südwesten und mittig über dem Giebel der Fassade im Nordosten einem Glockenturm, dessen obersten Geschoss hinter den als Biforien gestalteten Klangarkaden den Glockenstuhl mit fünf Kirchenglocken beherbergt. Zwischen den Giebeln, in denen die Zifferblätter der Turmuhr angebracht sind, erhebt sich ein spitzer, achtseitiger Helm.
Die Orgel auf der Empore wurde 1842/1845 von Johann Ferdinand Balthasar Stieffell als einmanualiges Werk errichtet, 1940 durch Carl Hess auf zwei Manuale und 29 Register erweitert, und 1971 durch Peter Vier erneut auf nunmehr 24 Register umgebaut. 1997 erfolgte eine Instandsetzung und Teilrestaurierung.